# Frederick Sommer
Frederick Sommer (* 7. September 1905 in Angri, Italien; † 23. Januar 1999 in Prescott, Arizona) war ein US-amerikanischer Künstler und Fotograf, der für seine experimentellen Arbeiten in den Bereichen Fotografie, Zeichnung, Malerei und Collage bekannt ist.

## Leben
Frederick Sommer wurde in Angri, Italien, geboren und wuchs in Brasilien auf, wo sein Vater Landschaftsarchitekt war. An der Cornell University in den USA machte er 1927 seinen Master in Landschaftsarchitektur. Während seines Studiums lernte er Frances Elisabeth Watson kennen, die er 1928 heiratete. 1930 wurde bei Frederick Sommer Tuberkulose diagnostiziert, woraufhin er zur Behandlung in die Schweiz reiste. 1931 zog das Paar nach Tucson, Arizona, und 1935 nach Prescott, Arizona, wo sie sich dauerhaft niederließen.
Frederick Sommer unterhielt wichtige künstlerische Beziehungen zu Edward Weston, Max Ernst, Aaron Siskind, Richard Nickel, Minor White und anderen Fotografen. Sein Archiv von Negativen und Korrespondenzen trug 1975 zur Gründung des Center for Creative Photography mit Ansel Adams, Harry Callahan, Wynn Bullock und Aaron Siskind bei. In den späten 1960er Jahren unterrichtete er kurz am Prescott College und vertrat Harry Callahan von 1957 bis 1958 am IIT Institute of Design und später an der Rhode Island School of Design.

## Werk
Frederick Sommer begann 1931 mit der Fotografie zu experimentieren, nachdem er im Jahr zuvor an Tuberkulose erkrankt war. Ab 1938, nach dem Erwerb einer 8×10-Zoll-Kamera, widmete er sich intensiv der künstlerischen Fotografie und arbeitete in verschiedenen Genres, darunter Stillleben (mit Hühnerteilen und Assemblagen), horizontlose Landschaften, Aufnahmen konservierter Objekte, Scherenschnitte, Cliché-verre-Negative und Akte.
Laut dem Kunstkritiker Robert C. Morgan waren Sommers Fotografien „die extravagantesten, subtilsten, majestätischsten und beeindruckendsten – in vielerlei Hinsicht vergleichbar mit Ansel Adams' Ansichten von Yosemites El Capitan und Half Dome“. In seinen späteren Jahren, von 1989 bis 1999, schuf Sommer Collagen, die hauptsächlich auf anatomischen Illustrationen basieren.